# Tabergs naturreservat

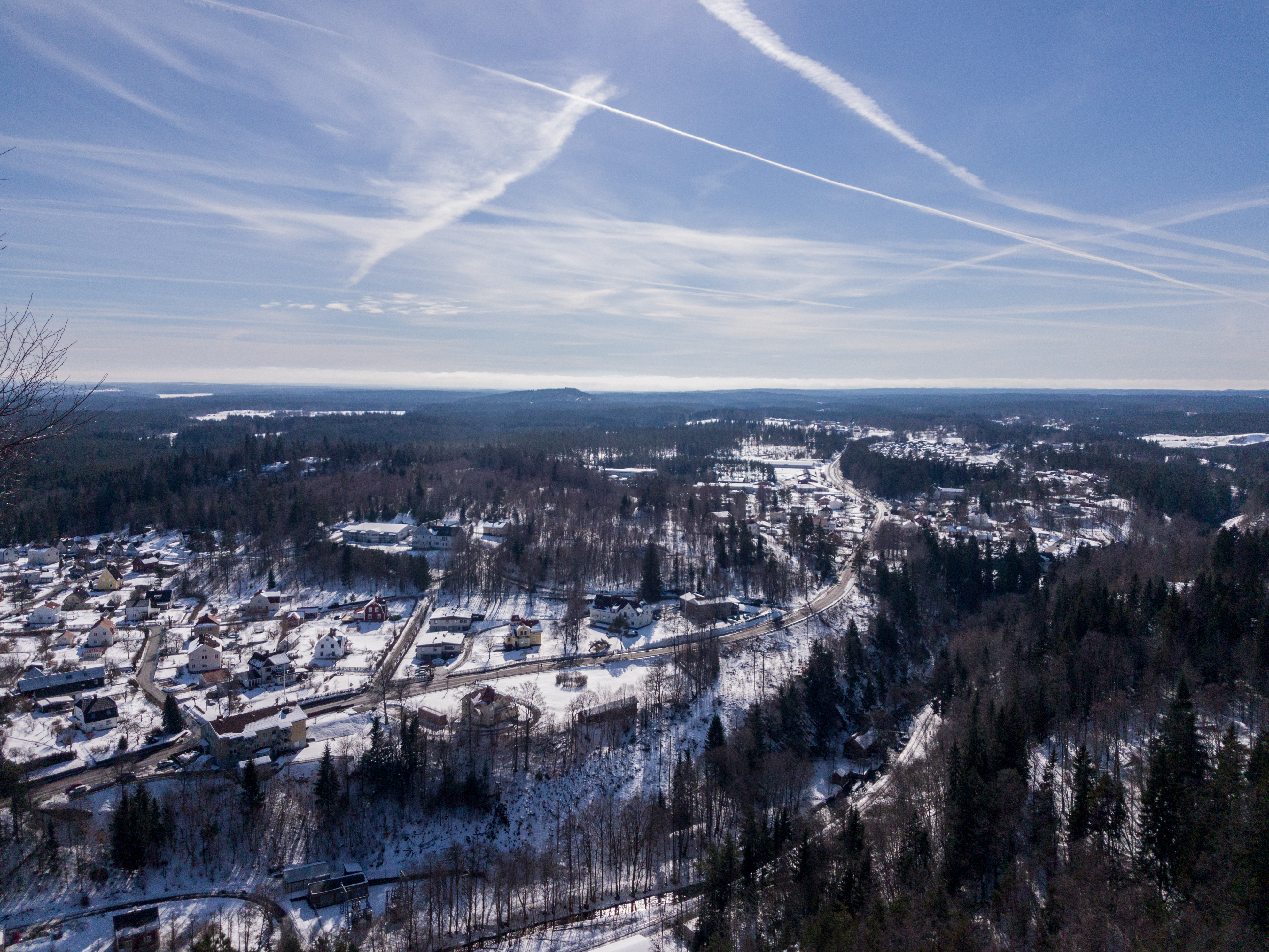
Vy från Taberg.

Taberg är ett naturreservat och ett berg i Jönköpings kommun i Småland (Jönköpings län).
Området är 68 hektar stort och avsattes som naturreservat 1985. Det är beläget 13 km söder om Jönköping och består av berget Taberg med värdefull fauna och flora, samt kulturmiljö.
Berget är en isolerad malmkropp av den ovanliga bergarten titanmagnetitolivinit. Förutom järn innehåller malmen vanadin och titan. Gruvbrytning i berget har pågått ända sedan 1400-talet och fram till 1951. Berget har därför ett stort kulturhistoriskt värde.
Till följd av den speciella bergarten har Taberg en särpräglad och mycket artrik växtlighet. Där finns ovanliga ormbunksarter som grönbräken och brunbräken. I reservatet växer även arter som skogsklocka, stickelfrö och nästrot. I området finns ett antalarter av mossor. Sandödla finns på bergets sluttningar och sex av landets fladdermusarter övervintrar i de gamla gruvgångarna. Utanför gruvan finns ytterligare fem fladdermusarter. I Tabergsåns dalgång häckar strömstare och forsärla och ibland också kungsfiskare.
Naturreservatet Taberg ägs och förvaltats av Jönköpings kommun.